# Ottagono Abbandonato
Ottagono Abbandonato est une île de la lagune de Venise, en Italie. Elle a une superficie de 3 026 m2 et a gardé l'entrée de Malamocco comme l'une des quatre forteresses octogonales du XVIe  au XXe siècle.